# كتانية خيطية الساق
الكتانية الفيليبية (باللاتينية: Linaria filipes) نوع نباتي يتبع جنس الكتانية من الفصيلة الحملية من رتبة الشفويات.

## الموئل والانتشار
تنتشر في بلاد الشام.